# Någon måste våga
Någon måste våga är en psalm vars text är skriven av Olle Nivenius. Musiken är skriven av Per Harling.
Musikarrangemanget i Psalmer i 2000-talets koralbok är gjort av Britta Snickars.
Psalmen gavs ut 2006 för fyrstämmig kör (SATB) i häftet Psalmer i 2000-talet Allhelgonatid, advent och jul.

## Publicerad som
- Nr 835 i Psalmer i 2000-talet under rubriken "Människosyn, människan i Guds hand".